# Sorano di Efeso
Sorano di Efeso (in greco antico: Σωρανός ὁ Ἑφέσιος?, Sōranós ho Ephésios; in latino Soranus Ephesius; Efeso, ... – ...; fl. II secolo) è stato un medico greco antico.

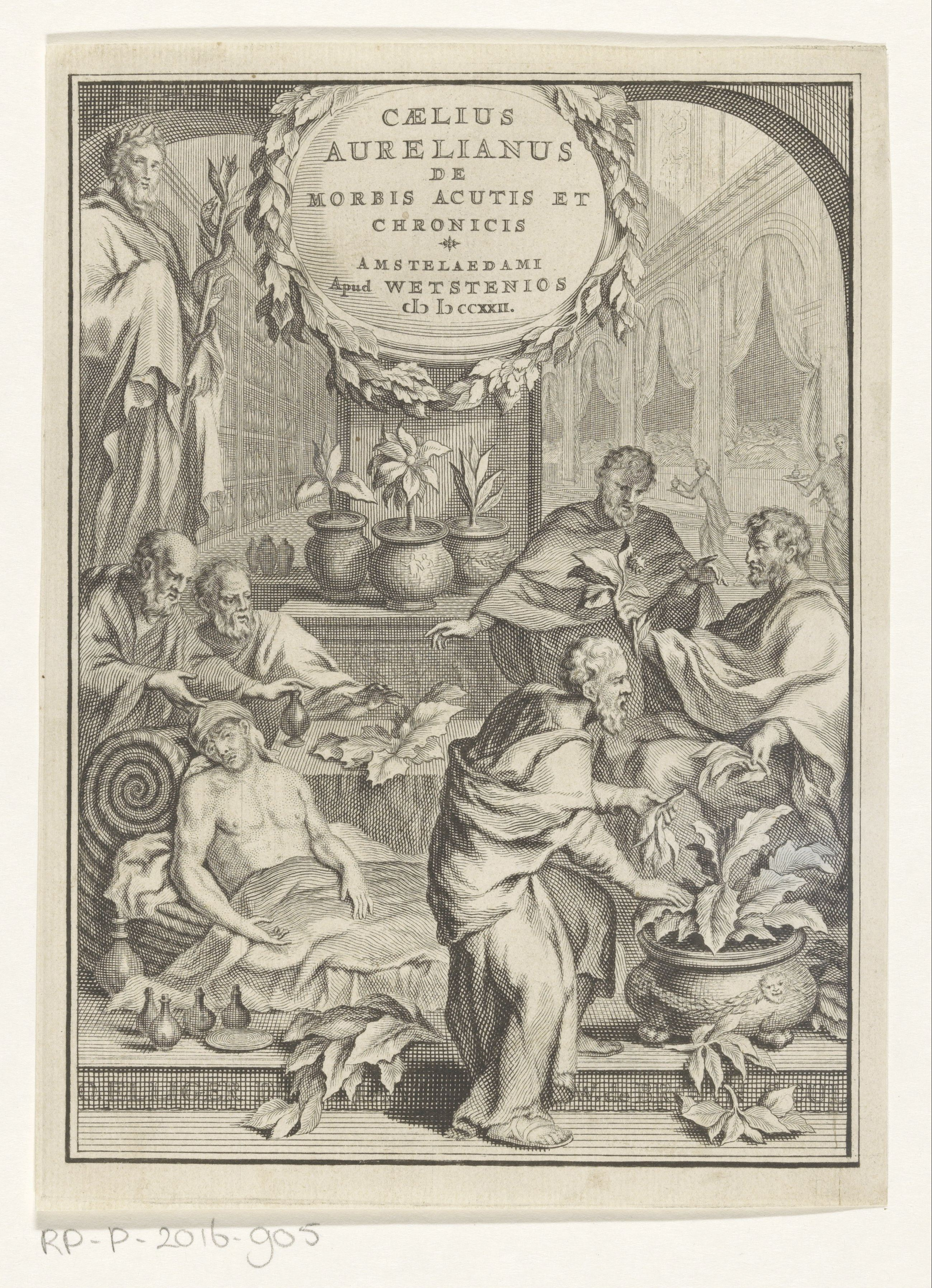
Celio Aureliano, De morbis acutis et chronicis

Dalla Suda sappiamo che lavorò prima ad Alessandria d'Egitto e più tardi a Roma agli inizi del II secolo. Fu il principale esponente della scuola medica dei Metodici.
Il suo trattato di ginecologia, intitolato Gynaecia e tradotto in latino da Muscio nel VI secolo, fu il principale testo di riferimento su questa branca della medicina per tutto il medioevo fino alla pubblicazione del Giardino delle rose di Eucario Rodione nel 1513.
Della sua opera più rilevante (Sulle malattie acute e croniche) rimangono solo frammenti in greco ed una traduzione latina del V secolo ad opera di Celio Aureliano. Sono note anche parti dei trattati sulle fratture e sulle fasciature. 
Si ritiene che La vita di Ippocrate sia parte dell'opera Biografie di medici che la Suda attribuisce a Sorano, che è comunemente ritenuto una delle poche fonti attendibili, con Stefano di Bisanzio, per le biografie di medici.